# Tendinitis calcarea

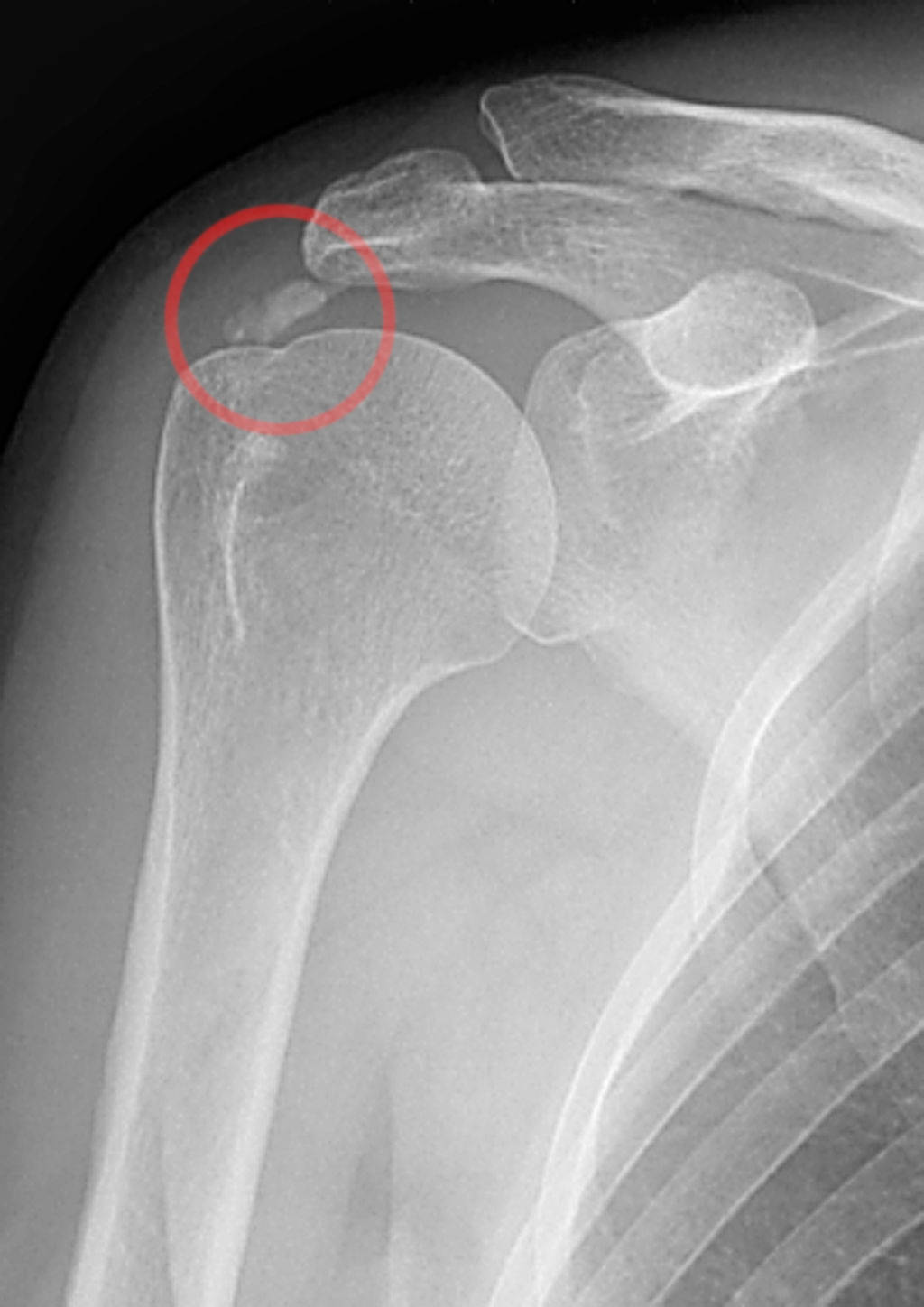

Tendinitis calcarea is een peesontsteking in de schouder. Deze ontsteking wordt veroorzaakt door calciumfosfaat in of rondom de betreffende pees, meestal de pees van de musculus supraspinatus zodanig dat de schouder pijn gaat doen bij bepaalde bewegingen. Vaak ontstaat er ook een bewegingsbeperking in de schouder, mede door de pijn.